# Бредигіт
Бредигіт (рос. бредигит; англ. bredigite; нім. Bredigit) — мінерал, метастабільна високотемпературна фаза ортосилікату кальцію острівної будови.

## Загальний опис
Хімічна формула: (Ca, Ba)Ca13Mg2(SiO4)8; за іншою версією Ca2[SiO4]. Містить (%): CaO — 49,23; SiO2 — 33,08. Домішки: TiO2, Fe2O3, MnO, BaO, MgO, F.
Сингонія ромбічна.
Зустрічається в Скаут-Гіллі (графство Антрим, Ірландія), де асоціює з геленітом, ларнітом, сперитом, перовськітом, магнезитом, мелілітом. В США виявлений у зоні контакту сієніт-монцонітової інтрузії в штаті Техас.